# WS-Policy
WS-Policy es una especificación que forma parte de la familia de especificaciones de tecnologías basadas en servicios web del W3C. Esta especificación permite a los programadores de servicios web anunciar sus políticas relativas a seguridad, calidad de servicio, etc. y a los clientes de servicios web especificar sus requisitos de calidad de servicio, seguridad, latencia, etc.
WS-Policy es una recomendación del W3C desde septiembre de 2007.
La especificación WS-Policy está formada por un conjunto de especificaciones que describen las capacidades y restricciones asociadas a determinados servicios web.

## Policy Assertion
Pueden ser tanto requisitos de un servicio web como un anuncio de las políticas inherentes a un servicio web.

## Operator tags
Se utilizan dos elementos para establecer reglas acerca de combinaciones de políticas:
- wsp:ExactlyOne - solamente una puede ser aplicable.
- wsp:All - todas deben ser aplicables.

Lógicamente, un elemento wsp:All vacío no establece ninguna regla.